# Saint-Didier-en-Donjon
Saint-Didier-en-Donjon település Franciaországban, Allier megyében. Lakosainak száma 245 fő (2022. január 1.). Saint-Didier-en-Donjon Le Donjon, Liernolles, Luneau, Monétay-sur-Loire, Neuilly-en-Donjon, Le Pin és Saint-Léger-sur-Vouzance községekkel határos.

## Népesség
A település népessége az elmúlt években az alábbi módon változott:
| Lakosok száma | 503  | 373  | 311  | 272  | 269  | 278  | 259  | 250  | 248  | 245  |
|               | 1968 | 1982 | 1990 | 2006 | 2013 | 2015 | 2017 | 2019 | 2020 | 2022 |